# Prokop Brož

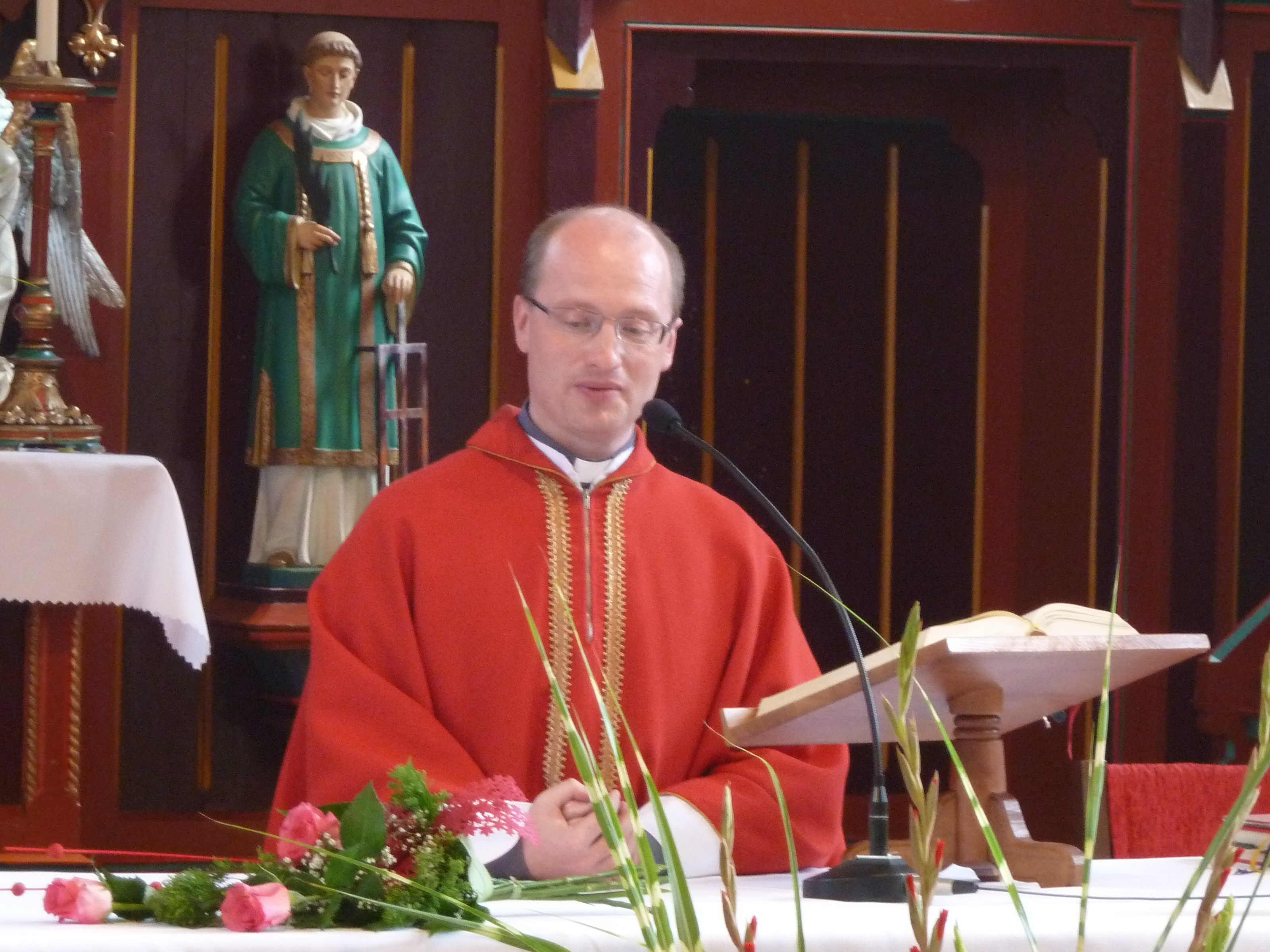
Prokop Brož (2010)

Wappen von Prokop Brož

Prokop Brož (* 22. März 1972 in Náchod, Tschechoslowakei) ist ein tschechischer römisch-katholischer Geistlicher, Theologe und Weihbischof in Königgrätz.

## Leben
Prokop Brož erlangte 1990 am Gymnasium in Trutnov das Abitur. Nachdem er im Anschluss ein einjähriges Theologisches Propädeutikum am Theologenkonvikt in Litoměřice absolviert hatte, studierte er von 1991 bis 1996 Philosophie und Katholische Theologie an der Päpstlichen Lateranuniversität in Rom. Brož wurde am 25. Juli 1996 zum Diakon geweiht. Als Diakon wirkte er im Diözesanjugendheim Vesmír und in der Pfarrei Mariä Himmelfahrt in Polná. Am 14. Juni 1997 empfing er in der Heilig-Geist-Kathedrale in Hradec Králové durch den Bischof von Königgrätz, Karel Otčenášek, das Sakrament der Priesterweihe für das Bistum Königgrätz.
Nach der Priesterweihe war Brož zunächst als Pfarrvikar in Nová Paka (1997–1998) und in Kutná Hora (1998–2001) tätig. Von 2000 bis 2001 war er zusätzlich Spiritual am katholischen Gymnasium in Kutná Hora. 2001 wurde er für weiterführende Studien erneut nach Rom entsandt, wo er 2003 an der Päpstlichen Universität Gregoriana ein Lizenziat im Fach Systematische Theologie erwarb. Nach der Rückkehr in seine Heimat setzte Brož seine Studien an der Karls-Universität in Prag fort und wurde 2008 bei Ctirad Václav Pospíšil mit der Arbeit Kristus, duch a jednota církve v dějinách. Ekleziologie J. A. Möhlera („Christus, der Geist und die Einheit der Kirche in der Geschichte. Die Ekklesiologie von J. A. Möhler“) zum Doktor der Theologie im Fach Dogmatik promoviert. Bereits ab 2003 lehrte er an der theologischen Fakultät der Karls-Universität, als deren Dekan er zudem von 2010 bis 2018 fungierte. Daneben wurde er am 14. Mai 2007 Kanoniker am Königlichen Kollegiatkapitel der Hl. Peter und Paul auf dem Vyšehrad und nach dem Ende seiner Tätigkeit an der Karls-Universität am 1. Oktober 2018 Ehrenkanoniker. Von 2018 bis 2022 wirkte er als Pfarrer der Pfarrei St. Antonius in Nový Hradec Králové und als Dechant. Ab 2022 war Brož Rektor der Marienkirche in Hradec Králové sowie bischöflicher Delegat für die Ökumene und die Ausbildung der Ständigen Diakone und Bischofsvikar für die Pastoral und die Bildung. Außerdem leitete er das Theologische Institut des Bistums Königgrätz und koordinierte die diözesane Phase der Weltsynode. Darüber hinaus wurde er am 1. Dezember 2019 Domherr an der Heilig-Geist-Kathedrale in Hradec Králové.
Am 2. Dezember 2024 ernannte ihn Papst Franziskus zum Titularbischof von Litomyšl und zum Weihbischof in Königgrätz. Der Bischof von Königgrätz, Jan Vokál, spendete ihm am 22. Februar 2025 in der Heilig-Geist-Kathedrale in Hradec Králové die Bischofsweihe; Mitkonsekratoren waren der Generalsekretär der Bischofssynode, Mario Kardinal Grech, und der Bischof von Pilsen, Tomáš Holub. Sein Wahlspruch Sufficit tibi gratia mea („Meine Gnade genügt dir“) stammt aus 2 Kor 12,9 . Seit dem 1. März 2025 ist Brož zudem Generalvikar des Bistums Königgrätz. Außerdem ist er als Weihbischof weiterhin Rektor der Marienkirche in Hradec Králové sowie Direktor des Theologischen Institut des Bistums Königgrätz und Domherr an der Heilig-Geist-Kathedrale. Darüber hinaus gehört er dem Bischofsrat, dem Priesterrat, dem Konsultorenkollegium, dem Diözesanpastoralrat und der Liturgiekommission des Bistums an.